# Île du Roland
L'île du Roland è un'isola dell'arcipelago sub-antartico delle isole Kerguelen, appartenente alle Terre australi e antartiche francesi. Forma assieme alle vicine île de Croÿ e le îles Ternay l'insieme delle îles Nuageuses. L'isola è disabitata, e fa parte della Riserva Naturale nazionale delle Terre Australi francesi (Réserve naturelle nationale des Terres australes françaises).
Porta il nome (ma con una sola elle) del vascello Le Rolland di Yves Joseph de Kerguelen-Trémarec, da lui usato nella sua seconda spedizione, nel 1773, anno in cui l'isola venne scoperta. 

## Geografia
Con una superficie di 7 km², l'isola di trova a nord-ovest di Grande Terre, la più importante isola delle Kerguelen.
La massima ampiezza in latitudine è di 4 km, mentre la larghezza massima è di 2 km. Il punto più alto dell'isola è il pic Charcot, che raggiunge i 500 metri.